# Liste von Seen in Deutschland/I
| Name                   | Stadt/Landkreis                 | Land                   | Fläche in km² |
| ---------------------- | ------------------------------- | ---------------------- | ------------- |
| Idasee                 | Ostrhauderfehn                  | Niedersachsen          | 0,1           |
| Igelsbachsee           | Weißenburg-Gunzenhausen         | Bayern                 | 0,9           |
| Ihler Meer             | Ihlow                           | Niedersachsen          | 3,5           |
| Illmensee (See)        | Illmensee/Landkreis Sigmaringen | Baden-Württemberg      | 0,70          |
| Ilsesee                | Augsburg                        | Bayern                 | 0,12          |
| Im Langen Ort          | Lärz                            | Mecklenburg-Vorpommern | 1,72          |
| Immerather Maar        | Immerath                        | Rheinland-Pfalz        | 0,06          |
| Ingelfinger Badesee    | Ingelfingen                     | Baden-Württemberg      |               |
| Inheidener See         | Hungen/Gießen                   | Hessen                 | 0,335         |
| Inselsee               | Güstrow                         | Mecklenburg-Vorpommern | 4,58          |
| Innerstetalsperre      | Wolfshagen im Harz              | Niedersachsen          | 1,39          |
| Irissee                | Michendorf                      | Brandenburg            |               |
| Ismaninger Speichersee | München                         | Bayern                 | 5,8           |
| Ivenacker See          | Ivenack                         | Mecklenburg-Vorpommern | 0,97          |